# USS Izard (DD-589)
USS Izard (DD-589) là một tàu khu trục lớp Fletcher được Hải quân Hoa Kỳ chế tạo trong Chiến tranh Thế giới thứ hai. Nó là chiếc tàu chiến duy nhất của Hải quân Mỹ được đặt theo tên Đại úy Hải quân Ralph Izard (1785-1822), người tham gia cuộc Chiến tranh Barbary thứ nhất. Nó hoạt động cho đến hết Thế Chiến II, được cho xuất biên chế năm 1946, và bị bán để tháo dỡ năm 1970. Izard được tặng thưởng mười Ngôi sao Chiến trận do thành tích phục vụ trong Thế Chiến II.

## Thiết kế và chế tạo
Izard được đặt lườn tại Xưởng hải quân Charleston ở North Charleston, South Carolina vào ngày 9 tháng 5 năm 1942. Nó được hạ thủy vào ngày 8 tháng 8 năm 1942; được đỡ đầu bởi bà Robert E. Lee III, chắt của Đại úy Ralph Izard Thomson; và nhập biên chế vào ngày 15 tháng 5 năm 1943 dưới quyền chỉ huy của Hạm trưởng, Trung tá Hải quân Earl K. Van Swearingen.

## Lịch sử hoạt động
Sau chuyến đi chạy thử máy của Izard, vốn bị ngắt quãng bởi cuộc săn lùng một tàu ngầm U-boat Đức Quốc xã ngoài khơi Carolina, nó khởi hành từ Norfolk, Virginia vào ngày 14 tháng 9 năm 1943 để đi sang khu vực quần đảo Hawaii ngang qua kênh đào Panama và San Diego, California. Đi đến Trân Châu Cảng vào ngày 4 tháng 10, nó trải qua sáu tuần lễ tiếp theo hoạt động huấn luyện và canh phòng máy bay. Khi Hạm đội Thái Bình Dương bắt đầu chiến dịch càn quét mới suốt khu vực quần đảo Micronesia, nó khởi hành từ Trân Châu Cảng vào ngày 10 tháng 11 cùng Lực lượng Đặc nhiệm 50, lực lượng tàu sân bay dưới quyền Chuẩn đô đốc Charles Alan Pownall, cho các hoạt động tại quần đảo Gilbert. Trong một tháng tiếp theo, nó tuần tra phòng không, chống tàu ngầm và tàu nổi tại đảo Makin.
Sau khi tham gia bắn phá đảo Nauru vào ngày 8 tháng 12, Izard rút lui về cảng Havannah, Efate, nơi nó huấn luyện và tổng dợt cho chiến dịch của hạm đội lên mục tiêu tiếp theo: quần đảo Marshall. Nó khởi hành từ cảng Funafuti thuộc đảo Ellice vào ngày 23 tháng 1 năm 1944 cùng đội đặc nhiệm tàu sân bay dưới quyền Chuẩn đô đốc Forrest Sherman để hỗ trợ trên không cho cuộc đổ bộ lên Kwajalein. Lúc 04 giờ 40 phút ngày 29 tháng 1, các tàu sân bay tiến hành không kích xuống hòn đảo, và đến ngày 4 tháng 2, chiếc tàu khu trục tiến vào và thả neo tại đảo san hô Majuro vừa mới chiếm được từ phía Nhật Bản. Tại đây, nó gia nhập Lực lượng Đặc nhiệm 58, lực lượng đặc nhiệm tàu sân bay dưới quyền Phó đô đốc Marc Mitscher, trực thuộc Đệ Ngũ hạm đội do Đô đốc Raymond Spruance chỉ huy, cho các cuộc không kích lên Truk trong các ngày 17 và 18 tháng 2.
Đợt không kích đầu tiên được tung ra lúc 06 giờ 42 phút ngày 17 tháng 2, và sau hai ngày, máy bay từ các tàu sân bay đã đánh chìm các tàu tuần dương phụ trợ Aikoku Maru và Eiyosumi Maru; tàu khu trục Fumizuki; các tàu tiếp liệu tàu ngầm Rio de Janeiro Maru và Heian Maru; tàu chở máy bay Fujikawa Maru; 6 tàu chở dầu và 17 tàu nhỏ khác, tổng tải trọng khoảng 200.000 tấn. Máy bay từ tàu sân bay Enterprise (CV-6) còn đánh chìm tàu khu trục Oite, trên đó có thủy thủ đoàn của tàu tuần dương Agano vốn bị một tàu ngầm đánh chìm trước đó. Trong khi các tàu sân bay của đô đốc Mitscher bận rộn trong việc không kích Truk, các hạm tàu nổi còn lại của đô đốc Spruance, bao gồm Izard, thực hiện càn quét chung quanh đảo san hô nhằm truy tìm những con tàu đối phương tìm cách chạy thoát. Họ đã đánh chìm tàu tuần dương hạng nhẹ Katori, tàu khu trục Maikaze và tàu săn tàu ngầm SC-24. Sau ngày 18 tháng 2, Truk trở nên vô dụng trong vai trò điểm thả neo hạm đội hay căn cứ hải quân tiền phương chủ lực của Nhật Bản. Không quân Nhật cũng chịu thiệt hại nặng với từ 250 đến 275 máy bay bị phá hủy hay hư hại.
Izard đã hộ tống các tàu sân bay khi chúng tung ra các cuộc không kích xuống khu vực Tinian-Saipan vào ngày 22 tháng 2, trước khi rút lui về Majuro vào ngày 26 tháng 2, và đến Trân Châu Cảng vào giữa tháng 3. Từ tháng 3 cho đến tháng 8, nó hoạt động hỗ trợ cho các chiến dịch của Đệ Ngũ hạm đội tại New Guinea và tại quần đảo Mariana. Nó nằm trong thành phần hộ tống cho Đội đặc nhiệm tàu sân bay 58.1 dưới quyền Chuẩn đô đốc Joseph J. Clark khi tham gia Trận chiến biển Philippine trong các ngày 19 và 20 tháng 6, vốn đã hầu như tiêu diệt không lực tàu sân bay đối phương.
Izard tiếp tục hộ tống các tàu sân bay nhanh trong các chiến dịch không kích tiếp theo. Vào ngày 4 tháng 7, nó tham gia một đội ba tàu tuần dương và bốn tàu khu trục để bắn phá sân bay tại Iwo Jima. Sang đầu tháng 10, nó gia nhập đội đặc nhiệm tàu sân bay của Phó đô đốc John S. McCain để không kích lên Okinawa và Đài Loan. Trong những tháng tiếp theo, nó hỗ trợ cho cuộc đổ bộ lên Leyte và tham gia cuộc đổ bộ lên vịnh Lingayen; nó ở ngay bên cạnh Columbia (CL-56) khi chiếc tàu tuần dương hạng nhẹ bị máy bay tấn công cảm tử Kamikaze đánh trúng, và phải chịu đựng qua một cơn bão tại Thái Bình Dương với sức gió lên đến 50 kn (93 km/h). Vào tháng 2 năm 1945, con tàu được dự định để đại tu, nhưng buộc phải thay phiên cho một con tàu khác tham gia cuộc đổ bộ lên Iwo Jima, đến nơi hai ngày sau khi cuộc đổ bộ bắt đầu. Nó làm nhiệm vụ bắn phá hỗ trợ, tuần tra bảo vệ và cột mốc radar canh phòng cho đến ngày 27 tháng 3, bắn hơn 3.600 quả đạn pháo 5–inch từ phía Nam hòn đảo.
Izard lên đường đi Eniwetok vào ngày 28 tháng 3, và đến nơi vào ngày 2 tháng 4. Gia nhập một đoàn tàu vận tải đi về phía Đông, nó đi đến Trân Châu Cảng vào ngày 12 tháng 4, đúng ngày Tổng thống Franklin D. Roosevelt qua đời. Nó tiếp tục lên đường và đi đến Bremerton, Washington vào ngày 20 tháng 4 để được sửa chữa và trang bị. Sau khi hoàn tất đại tu, nó lên đường vào ngày 30 tháng 6 để đi Trân Châu Cảng, và sang tháng 8 đã tham gia Lực lượng Bắc Thái Bình Dương tại Adak, Alaska. Đến cuối tháng 8, nó lên đường đi Honshū, Nhật Bản, tiếp tục hoạt động tại phía Bắc Nhật Bản trong nhiệm vụ giải cứu tù binh Đồng Minh và giải giáp quân đội và hải quân Nhật cho đến ngày 15 tháng 11.
Izard lên đường quay trở về Seattle, Washington vào cuối tháng 11, rồi lên đường vào ngày 2 tháng 4 năm 1946 để đi San Diego. Con tàu được cho xuất biên chế vào ngày 31 tháng 5 năm 1946 và được đưa về Hạm đội Dự bị Thái Bình Dương. Tên nó được rút khỏi danh sách Đăng bạ Hải quân vào ngày 1 tháng 5 năm 1968 và lườn tàu bị bán để tháo dỡ vào ngày 2 tháng 4 năm 1970.

## Phần thưởng
Izard được tặng thưởng mười Ngôi sao Chiến trận do thành tích phục vụ trong Thế Chiến II.